# Mystère (Cirque du Soleil)
A Mystère a Cirque du Soleil kanadai székhelyű cirkusztársulat első állandó kortárs cirkusz műfajú előadása, amely Las Vegasban, a Treasure Island Hotel and Casino-ban kerül bemutatásra. Egyike annak a hat állandó Cirque du Soleil-műsornak, amely Vegasban lép fel: az O, a Zumanity, a Kà, a The Beatles LOVE és a Michael Jackson ONE mellett. 1993. december 25-én mutatták be és ez a vállalat leghosszabb ideig futó műsora. Hasonlóan a többi Cirque du Soleil-showhoz, a Mystère-t is a cirkuszi produkciók, a tánc keveréke jellemzi, de az előadás vegyíti az opera, a worldbeat zene és az utcaszínház stílusú vígjáték elemeit.

## Története
Az ötlet Mystère létrehozására 1990 körül kezdődött. A korábbi nyereséges előadások lehetővé tették, hogy a Cirque du Soleil megalkossa első Las Vegas-i show-műsorát. Steve Wynn ekkor kérte fel a társulatot, hogy állítsák össze a Mystère című előadást, melyet a The Mirage szomszédjában felépülő Treasure Island attrakciójának szánt. A vállalat eredetileg egy görög és római mitológia témáján alapuló előadást tervezett a Caesars Palace-nek. Ezt a tervet azonban elvetették, mert a kaszinó vezetői úgy gondolták, hogy a projekt túl kockázatos pénzügyileg. A Mystère nagyon eltért a szokásos Las Vegas-i műsoroktól. Az előadás díszlettervezője, Michel Crête szerint: „Vegast ... mindig is nagyon befolyásolta Folies Bergère, a sálaival és toll boáival. Siegfried & Roy voltak azok az emberek, akik kinyitották az ajtót valami új előtt Las Vegasban. Ők voltak az elsők, akik a Folies Bergère-féle irányzattól eltávolodtak.”
A Treasure Island kezdetben három évre szerződtette a produkciót, majd később ezt meghosszabbították. Az tízezredik előadást 2014. december 27-én ünnepelte a műsor.
Az előadásokat csütörtök és péntek kivételével minden nap 19:00 és 21:30 órai kezdettel tartják.

### A populáris kultúrában
- A Mystère volt a kiemelt vendégelőadója a Lopez Tonight című amerikai televíziós műsornak, 2010. december 20-án. Bemutatták a Kéz a kézbent és a Légi kockát.[1]
- A Felkoppintva című filmben a főszereplők ellátogatnak az előadásra.[2]
- A Dorm Life című websorozatban az egyik szereplő ágya felett az előadás plakátja látható.
- Yuji Naka, Nights into Dreams… videójáték készítője, a Mystère nevezte meg a játék inspirációjaként.
- A Mystère artistái közösen léptek fel az Imagine Dragons, alternatív rockegyüttessel a Life is Beautiful Fesztiválon.

## Érdekességek
Az előadásban szerepel egy felfújható csigabáb, amit négy bábművész mozgat belülről. A bábosok a padlón lévő jelölések követik, mert kívülről nem látják a bábot.
A taikót, vagy más néven japándobot külön az előadás számára készítette egy japán cég az Asano Taiko, melynek székhelye Matto, Ishikawa-ban található. A Mystère legnagyobb dobja az ōdaiko, amely 1,8 méter (6 láb) átmérőjű és 4,6 méter (15 láb) hosszú, súlya pedig meghaladja a fél tonnát. Mivel a dob ilyen nehéz és nagy méretű, ezért még az építkezés során vitték be a színházba. A színház bezárása után, a dobot nem lehet majd eltávolítani, mivel az ajtó nem elég nagy ahhoz, hogy kiférjen rajta.

## Szereplők
- Spermatos/Spermatites
- Piros Madár: Elsődleges karakter, az egész show alatt látható, úgy véli tud repülni.
- Les Laquais: A Mystère inasai, a vendégeket szolgálják ki. Az ugródeszka produkcióban lépnek fel.
- Brian Le Petit: A bajkeverő, nem a Mystère világához tartozik.
- Kisbabák: Ők képviselik a primitív emberi állapotot: önzők és éhesek.
- La Vache à Lait: A csecsemőket védelmezi és a termékenység jelképe.
- Moha-Samedi: A narrátor.
- La Belle
- A fekete özvegy: Belle ellentéte.
- Ragadozó madarak
- Gyíkok
- Kétarcúak: Állandóan keresik a saját identitásukat. A kínai rúdszámban lépnek fel.[3]

## Műsorszámok
- Gurtni duó (2017–)
- Kínai rúd (1993–) és kézegyensúlyozás pálcákon (2012–)
- Kéz a kézben / erőemelő szám (1993–)
- Bungee akrobaták (1993–)
- Trambulin, ugrócsík (1993–) és ugródeszka (1993–2017)
- Taiko (1993–)
- Repülő trapéz (1993–1995, 2012–)

### Nincs műsoron
- Manipuláció (1993–1995)
- Légi kocka (1996, 1998–2015)
- Gurtni és légi kocka (2016–2017)
- Magasnyújtó (1996–2012)
- Tissue (1997, 2012–2017)

A Cirque du Soleil: Journey of Man című filmben bemutatott műsorszámok
- Légi kocka
- Taiko
- Gurtni

A Cirque du Soleil: Egy világ választ el című filmben bemutatott műsorszámok
- Légi kocka

## Jelmez
A show jelmeztervezője, Dominique Lemieux a természetből vett ihletet, ahhoz hogy megteremtse a Mystère színekben gazdag jelmezeit. Az egyik ilyen ruha a Firebird, azaz Tűzmadár melyben a vörös tollak dominálnak, hogy azt a benyomást keltsék, mintha az artista ténylegesen a levegőben repülne.

## Zene
A Mystère eredeti zenéjét René Dupéré szerezte, aki már korábban a dolgozott Cirque du Soleilnek: a Nouvelle Expérience és a Saltimbanco zénéjét is ő komponálta. 1994-ben a show zenéje megjelent egy stúdióalbumon, az ének szempontjából közreműködve két kanadai énekessel, Elise Gouinnel és Nathalie Gauvinnel.
1995-ben a show művészi átalakításon ment át, beleértve a módosításokat a produkciók felállásában is. A manipuláció produkciót felváltotta a légi kocka, a repülő trapéz produkciót a magasnyújtó, a Filet című dalt számot pedig kivették a műsorból. Ugyan ebben az időben a zenei effektusokat is megújították Benoît Jutras zenei rendező segítséggel, aki később a Cirque du Soleil Quidam című előadásának is a hangszerelője volt. Az eredmény, felkerült Mystère: Live in Las Vegas című albumra, amely jól tükrözi mindkét zeneszerző különböző kompozíciós stílusát. A Mystère: Live in Las Vegas egy élő, in-house felvétel (egy előadás keretein belül vették fel, például benne hagyták a tapsot is), Nathalie Gauvin és Wendy Talley énekével kiegészülve. Az album 1996. november 12-én jelent meg. Az élő album megjelenése után, a zenét újra megváltoztatták. Bár az album hasonlít a jelenlegire, de nem azonos vele.
Az alábbi lista azokat a dalokat tartalmazza, melyek szerepeltek az 1996-os élő felvétel kiadáson.
1. Ouverture/Ramsani (Nyitány)
2. Misha (Légi kocka)
3. Égypte (Közjáték)
4. Rondo/Double Face (Kínai rúd)
5. Ulysse (Kéz a kézben)
6. Dôme (Interlude)
7. Kalimando (Bungee 1. rész)
8. Kunya Sobé (Bungee 2. rész)
9. En Ville/Frisco (Trambulin, ugrócsík és ugródeszka)
10. Gambade (Közjáték)
11. High Bar (Magasnyujtó)
12. Taïko (Taiko dob)
13. Finale (Finálé)

## Hang és Kép
- Mystère előzetes 2010
- Mystère előzetes 2009

## Fordítás
Ez a szócikk részben vagy egészben  a   Mystère (Cirque du Soleil) című angol Wikipédia-szócikk fordításán alapul.  Az eredeti cikk szerkesztőit annak laptörténete sorolja fel. Ez a jelzés csupán a megfogalmazás eredetét és a szerzői jogokat jelzi, nem szolgál a cikkben szereplő információk forrásmegjelöléseként.